# Kruber-barlang
A Kruber-barlang (más néven: Voronyja-barlang) a világ második legmélyebb feltárt barlang a szintén grúziai 2212 m mély Verjovkin-barlang után. A legmélyebb pontja 2197 méter mélyen van. Grúziában, pontosabban Abháziában, a Nyugat-Kaukázusban, közelebbről a Gagrai-hegység Arabika-masszívumában található.

## A barlang leírása
A barlang fő bejárata a 2250 méteres tengerszint feletti magasságban van, az Orto-Balagan-völgyben. Szubvertikális – közel függőleges – típusú karsztbarlang amelyben egy sor – átjárókkal és galériákkal összekötött – akna van. 2014 augusztusában egy második bejáratot is megnyitottak az elsőtől 3 méterrel magasabbra. A mellékjáratok 115, 110 és 152 m mélyek.
200 m mélyen a barlang két főágra ágazik, a Nyekujbisevszkajára („Nemkujbisevi”, 2010, 1697 m) és az Osznovnajára (Fő, jelenleg 2199 m). 1300 métertől a főág többfelé ágazik el. Az alsó részben nyolcnál több szifon ismert (1400 és 2144 méter között). A barlangon átfolyó karsztvíz feltehetően a  Reproa és az Agepszta folyók között oszlik el, mindkettő a gagrai strand közelében jön a felszínre, valamint tenger alatti forrásokon kerül a tengerbe, szintén Gagra közelében. A barlang egy mészkőrétegben helyezkedik el, amelynek az alsó része – 1600 m mélységtől – fekete színű.

## A feltárás története
A barlangot a grúz Tudományos Akadémia Vahusti Bagrationi Földrajzi Intézet és a Szpeleológiai Bizottság közös expedíciója fedezte fel, 1960-ban. Ekkor nevezték el  Alekszandr Kruberről, az orosz karszttudomány megalapítójáról, aki 1911-ben tanulmányozta a környéket. Eredményeiről több tanulmányban adott számot, már ekkor feltételezte, hogy itt igen mély barlangok alakulhattak ki. 
1968-ban a Krasznojarszki Barlangász Klub tagjai jártak ott, ők a Szibériai- (Szibirszkaja) nevet adták.
1984 és 1987 között kijevi barlangászok ereszkedtek 340 méterig a barlangba. A barlang új nevet kapott tőlük egy tévedés alapján. A környéken ugyanis sok fekete madár fészkelt, amelyeket varjúnak gondoltak, ezért lett az új név Voronyja- (Varjú-barlang). Valójában a fekete madarak havasi csókák voltak.
1999-ben újra elkezdődött a feltárás, amikor kijeviek gyorsan elérték a 700 méteres mélységet. 2000 augusztusában és szeptemberében ugyanaz a csoport 1410 méterig hatolt. 2001 januárjában a a Ukrán Barlangász Szövetség (USZA) és moszkvai barlangászok expedíciója az 1710 méteres mélység elérésével új mélységi világrekordot állított fel, meghaladva a Lamprechtsofen-Vogelschacht barlangrendszer akkori –1632 m-es rekordját. Ezt az ágat egy áthatolhatatlan omlás zárta el.
2003 augusztusában a Cavex nevű nemzetközi barlangász szervezet csapata átjutott egy oldalágban a negyedik szifonon, majd 1680 méter mélységig haladt. A további út szabad volt. Egy évvel később, 2004 júliusában ugyanez a csapat 1775 m-es mélységet ért el, ami új világrekord volt.
Még abban évben augusztusban az USZA expedíciója egy másik ágat derített fel, 1840 méterre növelve a mélységi világrekordot. Két hónappal később, 2004 októberében az USZA megint indított egy expedíciót. Október 19-én – a barlangászat történetében először – átlépték a 2 km-es mélységet, 2080 méterig jutottak.  
2005. augusztusban Georgij Szapozsnyikov és Larisza Pozdnyakova barlangászok a Cavex csapatának szervezésében először mérték fel a barlangot, a mélyebb ágon 2080 méterig. Újabb két hónap múlva az UBSZ részlegesen, 1200 méterig újra vízszintezte a Kruber-barlangot.   
Ezek után a Cavex és az USZA expedícióinak sorozata egymással vetélkedve jutott át a barlang alján levő szifonokon, miközben sikerült egyre mélyebbre jutniuk. Az utolsó rekordot (2197 m, 2013 augusztus 10-én) Gennagyij Szamohin szimferopoli barlangi búvár állította be.   
2014 nyarán a Moszkvai Állami Egyetem Barlangász Klubja (KSZ MGU) a főág 230 m-es mélységéből egy új bejáratot fedezett fel, amely az addig ismertnél 3 m-rel magasabban van. Ezzel a barlang mélysége 2199 m-re nőtt.  
Ugyanebben az expedícióban 350 m mélyen fedezték fel a Szvetlanka-galériát, amelyen keresztül a KSZ MGU a Cavexszel együtt 2015 nyarán elérte az Arabika nevű barlangot. Így egyesítve lett a két rendszer Kruber-Voronyja-Arabika néven, valamint az Arabika rendszerhez kapcsolódó szomszédos Kujbisevi- (Kujbisevszkaja-) barlang. Az összekapcsolódással a korábban ismert barlangrendszerek, mint a Kujbisevszkaja-Genrihova Bezdna-Gyetszkaja (Kujbisevi-Henrik-szakadéka-Gyermek) barlangrendszer a Kruber-Voronyja-Arabikai nevet kapta, így ennek a rendszernek jelenleg öt bejárata ismert.
2017 augusztusában a „világ legmélyebb barlangja” címet átvette a szintén Arabika-masszívumi Verjovkin-barlang.

## Élővilága
A barlangban a barlangi élettani kutatások során több mint 12 ízeltlábú fajt tártak fel, melyek közül több csak ott él, például a legmélyebben élő ismert ízeltlábú, a Plutomurus ortobalaganensis-t.

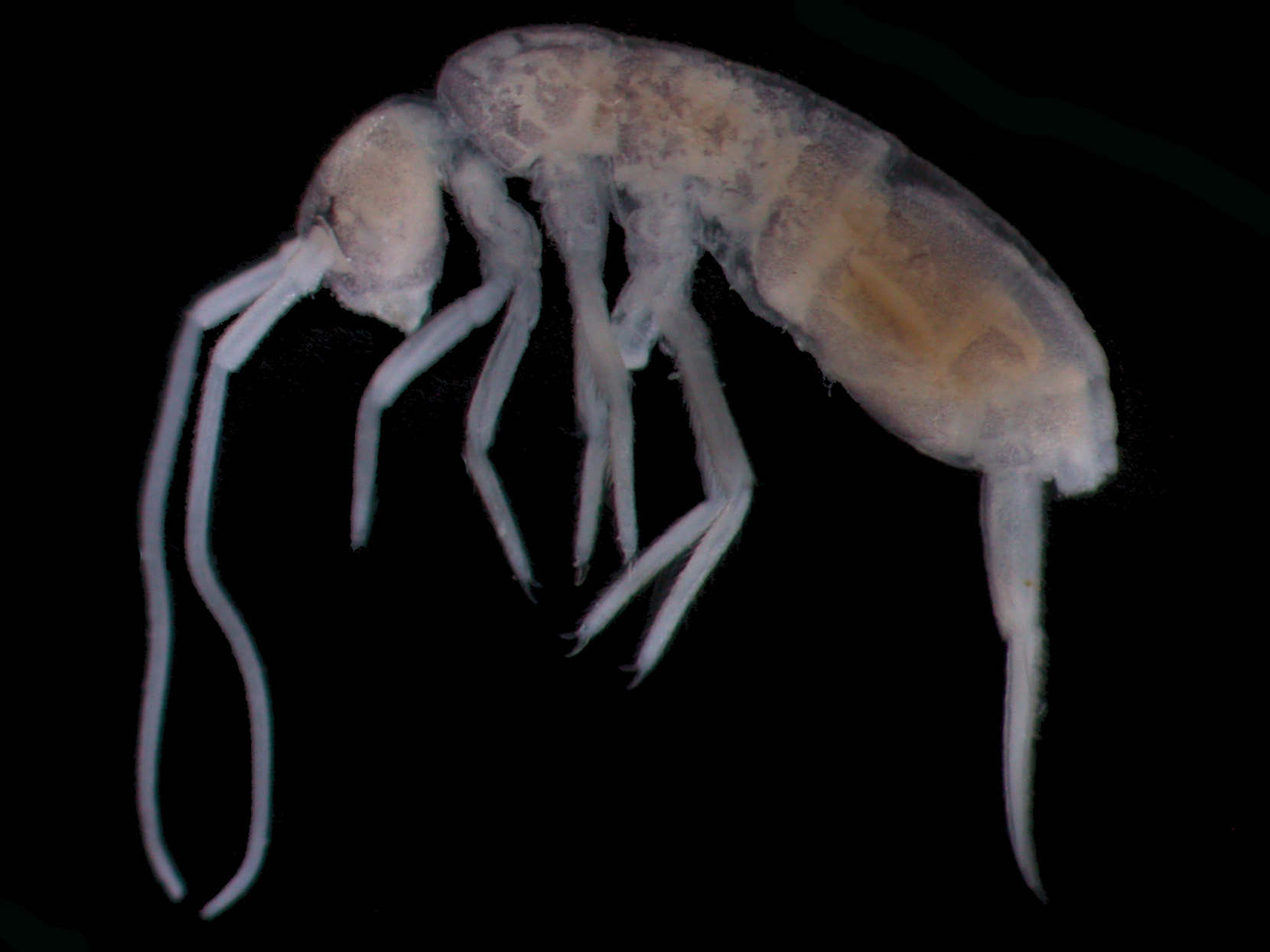
A Kruber-barlang mélyén élő állat, a Plutomurus ortobalaganensis